# Вулиця Дениса Антіпова
Ву́лиця Дениса Антіпова — вулиця в Дарницькому районі міста Києва, місцевості Нова Дарниця, село Шевченка. Пролягає від вулиць Юрія Шевельова та Ялтинської до вулиці Володимира Рибака.
Прилучаються вулиці Волго-Донська, Тростянецька, Гостинний провулок і Брацлавська вулиця.

## Історія
Вулиця виникла в середині XX століття під назвою 604-та Нова. 1953 року отримала назву Славгородська вулиця на честь білоруського міста Славгород.
Сучасна назва на честь українського перекладача, педагога, публіциста, героя російсько-української війни, що загинув у травні на Харківщині Дениса Антіпова — з жовтня 2022 року.

## Громадський транспорт
Маршрути трамваїв (дані на 2011 рік)
№ 8: ст. м. «Лісова» — ст. м. «Позняки»;
№ 25: ст. м. «Позняки» — ЗЗБК;
№ 29: Червоний хутір — ст. м. «Лісова».
Маршрути маршрутних таксі (дані на 2011 рік)
№ 152: Дарницький вокзал — вул. Автотранспортна (Бортничі);
№ 407: Дарницький вокзал — вул. Бориса Гмирі;
№ 459: Дарницький вокзал — вул. Підлипка (Осокорки);
№ 487: ст. м. «Харківська» — вул. Ремонтна;
№ 529: пр-т Червоної Калини — вул. Автотранспортна (Бортничі).